# Amtsgericht Salmünster
Das Amtsgericht Salmünster (bis 1867 Justizamt Salmünster) war ein von 1822 bis 1968, als Zweigstelle bis 2004 existierendes Gericht der ordentlichen Gerichtsbarkeit mit Sitz im heutigen Bad Soden-Salmünster.

## Geschichte
Im Zuge der mit Wirkung vom 1. Januar 1822 erfolgten Trennung von Justiz und Verwaltung im Kurfürstentum Hessen wurde aus dem bisherigen Amt Salmünster, das bis dahin sowohl Verwaltungsbehörde als auch erstinstanzliches Gericht war, unter Abtretung der Orte Herolz, Sannerz und Weiperz an den Bezirk des Justizamts Steinau, das ausschließlich für die Rechtsprechung zuständige Justizamt Salmünster gebildet. Der Bezirk des Justizamts bestand folglich aus den Städten Salmünster und Soden sowie den Orten Ahl, Eckardroth, Kerbersdorf, Klesberg, Marborn, Neustall, Rabenstein, Rebsdorf, Romsthal, Sarrod, Uerzell, Ulmbach und Wahlert.
Am 1. Januar 1850 wurde die Patrimonialgerichtsbarkeit der Freiherren von Hutten in Romsthal, Eckardroth, Kerbersdorf, einem Teil Marborns und Wahlert aufgehoben, ganz Marborn ging aber dann an das Justizamt Steinau. In Folge der Annektierung Kurhessens durch Preußen im Deutschen Krieg 1866 kam es zu einer grundlegenden Neuordnung der dortigen Gerichtsverfassung. Die bisherigen Justizämter, Obergerichte und das Oberappellationsgericht Cassel wurden aufgehoben und durch Amtsgerichte in erster, Kreisgerichte in zweiter und ein Appellationsgericht in dritter Instanz ersetzt. So wurde am 1. September 1867 aus dem vorherigen Justizamt das Amtsgericht Salmünster. Gehörte dieses Amtsgericht anfangs noch zum Bezirk des Kreisgerichts Hanau, so kam es anlässlich des Inkrafttretens des Gerichtsverfassungsgesetzes am 1. Oktober 1879 zum Wechsel in den Bezirk des an die Stelle des Kreisgerichts tretenden Landgerichts Hanau, der Bezirk des Amtsgerichts Salmünster selbst änderte sich jedoch nicht. Am 1. Oktober 1892 wurde die Gemeinde Alsberg vom Amtsgericht Orb abgetrennt und dem Amtsgericht Salmünster zugelegt.
Am 1. Juli 1968 wurde das Amtsgericht Salmünster aufgehoben und die Gemeinde Alsberg dem Amtsgericht Gelnhausen zugelegt. Die restlichen Gemeinden des alten Amtsgerichtsbezirks bildeten nun den Bezirk der Zweigstelle Salmünster (seit 1974 Bad Soden-Salmünster) des Amtsgerichts Schlüchtern, welche für die Grundbuchsachen, die Nachlaßsachen, die Angelegenheiten des Vormundschaftsgerichts und die Beratungshilfe zuständig war. Zum 31. Mai 2004 wurde diese Zweigstelle schließlich aufgelöst.